# Norbert Lübbers

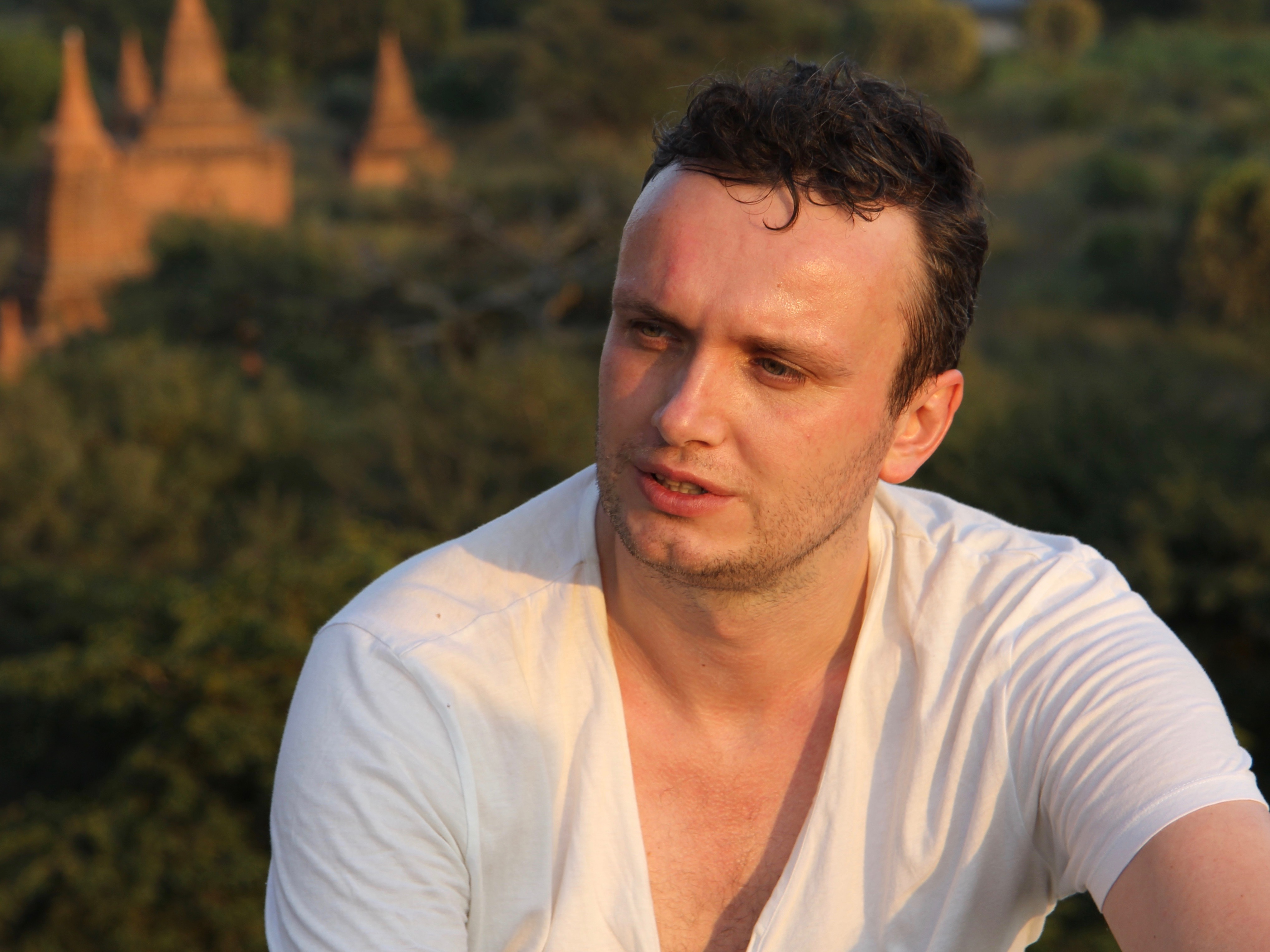
Norbert Lübbers (bei einer Drehreise in Myanmar, 2012)

Norbert Lübbers (* 6. Februar 1977 in Friesoythe) ist ein deutscher Journalist, Dokumentarfilmer und Produzent. Er ist Geschäftsführer der Film- und TV-Produktion Alpha Container GmbH. Von 2011 bis 2014 war er Fernsehkorrespondent des ARD-Studios Singapur.

## Leben
Norbert Lübbers wurde 1977 im niedersächsischen Friesoythe geboren. Er studierte an der Freien Universität Berlin Publizistik- und Kommunikationswissenschaft, Politikwissenschaft und Volkswirtschaftslehre. 2003 erwarb er an der Temple University in Philadelphia einen Master in Media Studies.
Während seines Studiums in Berlin arbeitete er im ZDF-Hauptstadtstudio als Redaktionsassistent. 2005 absolvierte er ein Volontariat beim Norddeutschen Rundfunk in Hamburg. Danach arbeitete er als Reporter für das Politikmagazin Panorama,  für die Tagesschau und die Tagesthemen.
2011 wurde Lübbers ARD-Fernsehkorrespondent für Südostasien im ARD-Studio Singapur. Zum Berichtsgebiet gehören u. a. Thailand, Laos, Kambodscha, Vietnam, Myanmar, Singapur, Malaysia, Indonesien, Papua-Neuguinea, Australien und Neuseeland. Er realisierte in dieser Zeit unter anderen Beiträge für den Weltspiegel und Reportagen für das WDR Fernsehen.
Ende 2014 kehrte er nach Deutschland zurück und gründete in Berlin die Film- und Fernsehproduktion Alpha Container GmbH. Seitdem realisiert und produziert er Reportagen und Dokumentarfilme für Das Erste, SWR, WDR, NDR, rbb, arte und phoenix.

## Reportagen und Dokumentationen (Auswahl)
- 2012: Tödliches Palmöl – Die letzten Orang-Utans von Sumatra (WDR)[4]
- 2013: Bärenfalle – Die grausamen Geschäfte der Tiermafia in Laos und Vietnam (WDR)[5]
- 2014: Helden der Nacht – Die Seelensammler von Bangkok (WDR)[6]
- 2014: Australien: Great Barrier Reef in Gefahr. Dokumentation, Weltspiegel-Beitrag[7] (ARD)
- 2015: Buschpilot im Namen Gottes – Auf Mission in Papua-Neuguinea (WDR)[8]
- 2016: Nie mehr Deutschland! Letzte Ausfahrt Pattaya (WDR)[9]
- 2017: Endlich alt! Jetzt mach ich, was ich will (NDR/ARD)[10]
- 2017: Re: Obdachlos trotz Job – Überleben in Paris (arte)[11]
- 2017: Zwischen Karma und Koma – Mit dem Rucksack durch Thailand (WDR)[12]
- 2017: Mädchen oder Junge? Aufwachsen als Transgender-Kind (Menschen hautnah, WDR)[13]
- 2017: Meine 92-jährige Mitbewohnerin – Studenten im Altenheim (WDR)[14]
- 2018: Ich bin Sophia! Leben als Transgender-Kind (Menschen hautnah, WDR)[15]
- 2018: Ehe für alle – Alles erreicht? (NDR/ARD)[16]
- 2018: Re: Vorsicht, der Mehlwurm kommt! Das Essen der Zukunft? (arte)[17]
- 2018: Re: Junge? Mädchen? Egal! Geschlechtsneutrale Erziehung in Schweden (arte)
- 2018: Re: Von Bali nach Bayern – Lehrlinge aus dem Paradies (arte)[18]
- 2019: Anni am Limit! Reportage-Reihe mit Anni Dunkelmann (rbb)[19]
- 2019: Re: Traumjob oder Ausbeutung? Thailändische Beerenpflücker in Schweden (arte)[20]
- 2020: Re: Geschichte einer Versöhnung – Hilfe für Holocaust-Überlebende (arte)[21]
- 2021: Re: Die Modeverweigerer – Slow statt Fast Fashion (arte)[22]
- 2021: Freier Lieben auf dem Land (Menschen hautnah, WDR)[23]
- 2024: Re: Kleingärtner-Rebellen (arte)[24]
- 2024: Re: Rückkehr der Wildnis in Schottlands Highlands (arte)[25]
- 2025: So isst...! Food-Doku-Reihe (ARD Mediathek)[26]

## Auszeichnungen und Nominierungen
- 2019: Dietmar Heeg Medienpreis der Karl Kübel Stiftung für "Ich bin Sophia! Leben als Transgender-Kind"[27]
- 2018: Nominierung Medienpreis „Kinderrechte in der Einen Welt“ der Kindernothilfe e.V. für „Mädchen oder Junge? Aufwachsen als Transgender-Kind“[28]
- 2018: Publizistikpreis Senioren 2018 für "Meine 92-jährige Mitbewohnerin – Studenten im Altenheim (arte 2017), Produzent & Co-Autor[29]
- 2009: DRK-Medienpreis für "Letzte Rettung Luftbrücke – Von Kabul in die Kinderklinik" (NDR/ARD 2008), Co-Autor[30]
- 2007: Nominierung Grimme-Preis für "Zwischen Bürgerrechtlern und Barbecue – US-Präsident Bush in Stralsund" (NDR/ARD 2006), Co-Autor